# Góra Mrowców
Góra Mrowców (916 m) lub Kalików Groń – słabo wyodrębniony szczyt w Paśmie Mędralowej w Beskidzie Żywiecko-Orawskim. Szczyt ten znajduje się w bocznym i krętym grzbiecie, który od Jałowca (Mędralowa Zachodnia, 988 m) odchodzi w północno-zachodnim kierunku i poprzez Małą Mędralową (1042 m), Jaworzynę (997 m), Mrowców Groń (916 m), Miziów Groń (874 m) i Czoło (821 m) i opada do doliny rzeki Koszarawa w Przyborowie. Grzbiet ten oddziela należącą do Przyborowa dolinę potoku Przybyłka od należącej do Koszarawy doliny potoku Bystra.
Szczyt i stoki Kalikowego Gronia są bezleśne; na południowych znajdują się pola i zabudowania osiedla Moczarki, na północnych osiedla Kalików, od nazwy którego pochodzi jedna z nazw wzniesienia. Dzięki otwartym przestrzeniom pól Kalików Groń i przełęcz między nim a Jaworzyną są dobrymi punktami widokowymi. Na północ, za doliną Koszarawy widoczne jest Pasmo Laskowskie i Pasmo Pewelskie, a za nim Beskid Mały. Na południe widoki obejmują wzniesienia Grupy Mędralowej, Beskidu Żywieckiego i Beskidu Śląskiego. Szlak turystyczny trawersuje po południowej stronie stoki Góry Mrowców.
Według regionalizacji Polski opracowanej przez Jerzego Kondrackiego Góra Mrowców znajduje się w Paśmie Mędralowej należącym do Beskidu Makowskiego. Na mapach i w przewodnikach turystycznych Pasmo Mędralowej zaliczane jest zazwyczaj do Beskidu Żywieckiego, w najnowszej regionalizacji z 2018 roku do Beskidu Żywiecko-Orawskiego. Przez szczyt i grzbiet Góry Mrowców biegnie granica między miejscowościami Koszarawa i Przyborów w województwie śląskim, w powiecie żywieckim

## Szlak turystyczny
Przyborów – Czoło – Miziowy Groń – Kalików Groń – Jaworzyna – Mędralowa Zachodnia. Czas przejścia 2:20 h, ↓ 1:45 h